# Élie Boë
Pour les articles homonymes, voir Anthoine.
 (août 2024).
Élie Auguste Julien Boë, né le 16 août 1858, décédé le 15 mars 1941, est un général français de la Première Guerre mondiale.

## Biographie
Élève de la promotion de l'École spéciale militaire de Saint-Cyr de 1879, la promotion des Drapeaux.
- 1er octobre 1881 : sous-lieutenant au 27e bataillon de chasseurs à pied.
- 12 février 1886 : lieutenant au 3e bataillon de chasseurs à pied.
- 26 mars 1887 : 4e régiment de tirailleurs tonkinois.
- 29 mars 1889 : 27e régiment d'infanterie.
- 28 septembre 1889 : 30e bataillon de chasseurs à pied.
- 12 juillet 1890 il devient capitaine au 14e bataillon de chasseurs à pied.
- 12 septembre 1894 : 2e régiment étranger d'infanterie.
- 15 mars 1895 : Régiment d'Algérie.
- 28 octobre 1895 nommé chef de bataillon.
- 1er mars 1896 : 2e régiment étranger d'infanterie.
- 6 avril 1896 : 140e régiment d'infanterie.
- 12 juin 1896 : 82e régiment d'infanterie.
- 13 juillet 1902 : nommé lieutenant-colonel au 17e régiment d'infanterie.
- 9 juillet 1907 : nommé colonel.
- 25 novembre 1911 : nommé général de brigade.

Il commande la 27e brigade d'infanterie en 1912 et 82e brigade d'infanterie en 1914.
Il est nommé général de division en 1914 et commande la  20e Division d'Infanterie. La division est engagée à la Bataille de Charleroi le 22 août 1914. Il est grièvement blessé sur la Côte 201 et croise plus tard en voiture le général Charles Lanrezac à Mettet avant de quitter le front.
Il est transporté au collège des Jésuites à Florennes. Il est fait prisonnier plus tard par les Allemands, en compagnie du général Montignaut.

## Grades
- Sous-lieutenant (1881)
- Capitaine (1890)
- Colonel (1902)
- Général de brigade ( (en) « Élie Boë », dans Encyclopædia Britannica [détail de l’édition], 1911 (lire sur Wikisource).)
- Général de division (1914)

## Décorations
- Légion d'honneur
  - Chevalier le 26 décembre 1894
  - Officier le 12 juillet 1910
  - Commandeur en 1917